# جوناثان إدواردز (قفز ثلاثي)
جوناثان إدواردز (بالإنجليزية: Jonathan Edwards) مواليد 10 مايو 1966 في ونزر، باركشير، إنجلترا، هو لاعب قفز ثلاثي بريطاني. مثل بلاده في الأولمبياد وحصل على الميدالية الذهبية والميدالية الفضية. فاز بالميدالية الذهبية في بطولة العالم لألعاب القوى. فاز بجائزة أفضل لاعب قوى في أوروبا.

## الميداليات
| الميدالية | المسابقة                                    |
| --------- | ------------------------------------------- |
| ذهبية     | الألعاب الأولمبية الصيفية 2000              |
| فضية      | الألعاب الأولمبية الصيفية 1996              |
| ذهبية     | بطولة العالم لألعاب القوى 1995              |
| ذهبية     | بطولة العالم لألعاب القوى 2001              |
| فضية      | بطولة العالم لألعاب القوى 1997              |
| برونزية   | بطولة العالم لألعاب القوى 1993              |
| برونزية   | بطولة العالم لألعاب القوى 1999              |
| فضية      | بطولة العالم لألعاب القوى داخل الصالات 2001 |
| ذهبية     | بطولة أوروبا لألعاب القوى 1998              |
| برونزية   | بطولة أوروبا لألعاب القوى 2002              |
| ذهبية     | بطولة أوروبا لألعاب القوى داخل الصالات 1998 |
| ذهبية     | دورة ألعاب الكومنولث 2002                   |
| فضية      | دورة ألعاب الكومنولث 1990                   |
| فضية      | دورة ألعاب الكومنولث 1994                   |

## روابط خارجية
- جوناثان إدواردز على موقع IMDb (الإنجليزية)

- جوناثان إدواردز على موقع الاتحاد الدولي لألعاب القوى (الإنجليزية)
- جوناثان إدواردز على موقع الاتحاد الأوروبي لألعاب القوى (الإنجليزية)
- جوناثان إدواردز على موقع اللجنة الأولمبية الدولية (الإنجليزية)
- جوناثان إدواردز على موقع أوليمبيديا (الإنجليزية)
- جوناثان إدواردز على موقع اللجنة الأولمبية البريطانية (الإنجليزية)